# Joseph Losey
Joseph Losey (La Crosse, Wisconsin, 14 de Janeiro de 1909 — Londres, 22 de Junho de 1984) foi um diretor do cinema norte-americano radicado na Inglaterra.

## Biografia
Sua carreira começou com o curta-metragem "A Gun in his hand", em 1945, e três anos depois fez o seu primeiro longa-metragem, "O Menino dos cabelos verdes", em 1948, uma obra de vigoroso apelo antibelicista e anti-racial.
Quatro filmes depois, a carreira de Losey é bruscamente interrompida, no início da década de 1950 pela ação do macarthismo, que incluiu o seu nome na famigerada lista negra de Hollywood. Impedido de trabalhar, muda-se para Inglaterra.
Abre-se, assim, um novo período na vida e na carreira do diretor, marcado, nos primeiros anos, por grandes dificuldades. Mesmo distante da América, é obrigado a usar pseudônimo nos filmes que dirige, ou, pior, sofre o constrangimento de vê-los assinados por um "testa de ferro".
Foi com o a estréia de "O Criado" em 1963, que Losey se fez conhecido internacionalmente e foi também a primeira de suas realizações britânicas que conseguiu alcançar popularidade nos Estados Unidos.
O seu filme "O Mensageiro", de 1970 com Julie Cristhie e Alan Bates, ganhou a Palma de Ouro no Festival de Cannes e em 1976 com "Monsier Klein", estrelado por Alain Delon e Jeanne Moreau, conquistou o prêmio francês César como o "Melhor Filme" e "Melhor Diretor".

## Filmografia
- Steaming, (pt: Confidências na sauna) - (1985)
- La Truite, (pt: Uma estranha mulher) - (1982)
- Don Giovanni, (pt: Don Giovanni) - (1979)
- Les Routes du sud, (pt: As estradas do sul) - (1978)
- Monsieur Klein, (pt: Um homem na sombra) - (1976)
- The Romantic Englishwoman, (pt: A inglesa romântica) - (1975)
- Galileo - (1975)
- A Doll's House, (pt: A casa da boneca) - (1973)
- The Assassination of Trotsky, (pt: O assassinato de Trotsky) - (1972)
- The Go-Between, (br/pt: O Mensageiro) - (1970)
- Figures in a Landscape, (pt: Dois vultos na paisagem) - (1970)
- Secret Ceremony, (pt: Cerimónia secreta) - (1968)
- Boom!, (pt: Choque!) - (1968)
- Accident, (pt: O acidente) - (1967)
- Modesty Blaise, (pt: A mulher detective) - (1966)
- King & Country - (1964)
- The Servant, (br/pt: O Criado - (1963)
- The Damned - (1963)
- Eva - (1962)
- The Criminal - (1960)
- Blind Date, (pt: Encontro fatal) - (1959)
- First on the Road - (1959)
- The Gypsy and the Gentleman, (pt: A cigana vermelha) - (1958)
- Time Without Pity, (pt: Tempo impiedoso) - (1957)
- The Intimate Stranger - (1956)
- A Man on the Beach - (1955)
- The Sleeping Tiger, (pt: A fera adormecida) - (1954)
- The Big Night - (1951)
- M - (1951)
- The Prowler, (pt: O cúmplice das sombras) - (1951)
- The Lawless, (pt: Intolerância) - (1950)
- The Boy with Green Hair, (pt: O rapaz dos cabelos verdes) - (1948)
- Leben des Galilei - (1947)
- A Gun in His Hand - (1945)